# Bord (Heraldik)

Wappen von Speichersdorf mit sechzehnmal rot-silbern gestücktem Bord

Ein Bord (m., der, auch Bordierung, Formen auch Schnur, Saum) ist ein Heroldsbild in der Wappenkunde (Heraldik) und ähnelt einer Einfassung. Obwohl die umlaufende Linie zur Bildung dieser Figur nicht den Schildrand berührt, wie es für die Gruppe Heroldsbild notwendig wäre, wird das Bild trotzdem als Heroldsbild und nicht als Wappenfigur gezählt. Saum wird auch die Einfassung der Wappenfiguren genannt.

## Gestaltung und Formen
Vermutlich ist das Heroldsbild aus der ursprünglichen natürlichen Schildrandverstärkung entstanden. Je nach Machart der Schutzwaffe (metallische Einfassung, weicherer Kantenschutz für Turnierwaffen) sind hier gewisse Grundelemente vorhanden. Später wird er wie alle Wappenzeichen zum reinen Ornament und gehört zu den vielfältigsten Wappenelementen. Er ist regionsweise verschieden beliebt.
Der Bord kann als Band einer bestimmten Breite direkt den Schildrand berühren, dann wird er nur als Bord (im eigentlichen Sinne) bezeichnet. Er kann auch parallel zum Schildrand innerhalb des Wappens verlaufen, dann handelt es sich um einen Inbord (Innenbord).
Der Bord sollte ein Fünftel der Schildbreite nicht übersteigen. Als breiter Bord kann er den Herzschild umschließen. Eine schmale Einfassung wird auch Schnur genannt. Ist er besonders schmal, wird er als Saum bezeichnet. Er kann als Doppelbord in Kombination von Bord und Inbord ausgeführt sein, und noch komplexer werden.
Der Bord kann in den Metallen, in jeder heraldischen Farbe, und in Pelzwerk tingiert sein, sollte aber zu dem, was er umfasst, immer die heraldische Farbregel (nie Farbe und Metall) befolgen. Er kann mehrfarbig sein, beispielsweise gestückt (quer abwechselnd in zwei oder mehr Farben), geständert (dasselbe, die Teilungslinien zur Mitte weisend), geteilt (der Länge nach in zwei Farben), in Farbe wechseln (relativ zu den Feldern, die er umsäumt), geviert (wechselweise in zwei oder mehr Farben), und mit zahlreichen anderen Wappenschnitten gestaltet. Die Varianten des Bords sind sehr vielschichtig und werden nach der Ausführungsart des Schnitts benannt. Beispiele sind Krückenbord, Lilienbord, Zinnenbord, Wellenbord und Wolkenbord. Die genauen Einzelheiten sind immer der Wappenbeschreibung zu entnehmen. Auch die Doppelbord-Varianten sind für alle Möglichkeiten vorgesehen.
Die heraldische Farbregel lässt sich für farblich gestaltete Borde kaum mehr streng einhalten: Daher gibt es Varianten, deren eine Farbe die des Feldes ist, und mit jenem verschmilzt. Als eine Bord-Sonderform kann etwa das Nesselblatt aufgefasst werden, es ist als eine umlaufende Zick-Zack-Linie anzusehen, unabhängig seiner eigenen Geschichte. Ähnlich der durchbrochene Bord zum Stückbord.
Gesäumt oder Geschnürt kann jedes Wappenbild sein, besonders etwa, um die heraldische Farbregel einzuhalten, der anderstingierte Saum trennt dann zwei Metalle oder Farben. Ist ein Bild an den Längsseiten eingefasst, spricht man speziell besäumt, ist er rundum eingefasst, ist er umsäumt. Auch der Bord selbst kann auf beiden Seiten umsäumt sein, insbesondere, um die Farbregel doch einzuhalten. Genauso gibt es mehrfarbige oder doppelte Säume.
Bord und Saum können auch mit Zeichen und Gegenständen (Kugeln, Sterne, Kreuze, und allen weiteren Nebenfiguren, …) belegt beziehungsweise bestreut sein. Ein Beispiel ist der mit sieben goldenen Kastellen/Zinnentürmen belegte Bord des Staatswappens von Portugal.
Benagelt (kleine Kugeln) nennt er sich Nagelbord. Hier werden die Nägel durch stilisierte Kreise in anderer Farbe dargestellt.
Ein Bord wird in der Heraldik häufig von Seitenlinien oder ähnlichem zur Differenzierung von bestehenden Wappen verwendet (Brisur). Ein Beispiel ist das Wappen Bourbon-Parma mit dem Muschel belegten Bord.
Die Möglichkeit der Beschriftung mit Devisen oder nur mit Beizeichen oder Gnadenzeichen werden in der Heraldik genutzt. Auch innerhalb des Bordes wird ein Eck in der oberen rechten Schildecke als Lichteck blasoniert.

## Beispiele

roter Bord (Rheinau)
blauer Bord (Ulrichstein)
rot-silbern gestückt (Tegerfelden)
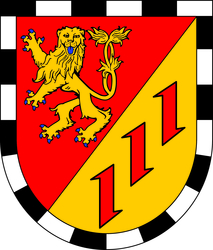
zweiundzwanzigfach schwarz-silbern gestückt (Verbandsgemeinde Altenkirchen-Flammersfeld)
golden-blau im Wolkenschnitt geteilt (Demen)
mit Kugeln belegt (Xanten)
französischer Schild mit Muscheln belegtem Bord (Achain)
französischer Schild mit schwarzem Bord (Wappen derer von Jenkin of Roding)

## Weitere Borde
Andere Einfassungen in Wappen sind das Inbord (Innenbord) und das Wolkenbord.